# Bryan Brack
Bryan Emmanuel Almonte Quezada (San Francisco de Macorís, 30 de enero de 1990) conocido por su nombre artístico Bryan Brack, es un disc jockey y productor dominicano, uno de los referentes de minimal techno y propietario del sello Minihard. Reside en Villa Tapia, República Dominicana.

## Biografía
Nació en San Francisco de Macorís y se mudó con su familia a Villa Tapia, a una edad temprana. Durante su juventud, escuchó varios ritmos musicales como rock, reggae, house, y también fue influenciado por bandas como Heroes Del Silencio, Pink Floyd, Led Zeppelin entre otros. Almonte frecuentaba las casas de sus amigos donde se reunían para hablar e intercambiar nueva música, donde comenzó a abrirse para escuchar los nuevos sonidos de artistas como Deep Dish, Richie Hawtin, Adam Beyer, Marco Carola, Plastikman.
En 2009 presentó su primer EP llamado 'El Alcohólico Boris' en Dark and Sonorous Recordings, luego de tener varios lanzamientos en otros sellos más reconocidos como Amazing Records, Illegal Alien Records, se hizo notar en la escena mundial de Minimal - Techno, obteniendo la atención de Dubfire con quien pasó a hacer colaboraciones para su sello SCI+TEC Digital Audio, y un remix a una de sus pistas más emblemáticas 'Rabid' 2011.
En 2014, decidió lanzar su propio sello discográfico, Minihard, con el que edita sus producciones con un sonido minimal, que incluye "Almas Perdidas" y "Viaje Interior".
Debido a esto, llamó la atención de Richie Hawtin, quien decidió incorporar a su presentación 'CLOSE' en el famoso festival Coachella, donde incluyó el track "Almas Perdidas". a su show en vivo.
Actualmente, el sello de Bryan Brack, Minihard, se ha convertido en un espacio para promover nuevos talentos musicales, como Toru Ikemoto, Rosper, Paul Neary, Eme Kulhnek, Terry Whyte, Stiv Hey, Alberto Tolo, SRA, Florian Frings, Dani Sbert entre otros.

## Discografía

### Álbumes
Compilaciones
- 2011: M 2 T Volume 2 - Bryan Brack Adacadabra [Illegal Alien Records]
- 2011: Formula 2 - Bryan Brack - Three Things [SCI + TEC Digital Audio]
- 2011: M 2 T Volume 3 - Bryan Brack - Smoking Monkey [Illegal Alien Records]
- 2012: 2 Years Of Dark And Sonorous - The Best Original - More About You & Matado [Dark and Sonorous Recordings]
- 2012: Five Years Illegal Alien - Bryan Brack Loloaaa [Illegal Alien Records]
- 2012: 3 Years Of Amazing Records Part 1 - Bryan Brack - Unknown [Amazing Records]
- 2012: Best Of Illegal Alien 2012 - Adam's Apple - Move Bryan Brack I Disconnect Remix [Illegal Alien Records]
- 2013: Dark and Sonorous Compilation III (3 Years Of Dark Sounds)" - Bryan Brack My Drug [Dark and Sonorous Recordings]
- 2014: 4 Years Of Dark And Sonorous (Minimal) - Bryan Brack Matado [Dark and Sonorous Recordings]
- 2014: Formula 4 - Bryan Brack Astral [SCI + TEC Digital Audio]
- 2014: Dark And Sonorous Compilation IV - Bryan Brack Fleeting Figure[Dark and Sonorous Recordings]
- 2015: 1 Th Anniversary - Stiv Hey - Lost In Space - Bryan Brack's Confused in Space Remix [Minihard]
- 2016: Awakening - Bryan Brack - Almas Perdidas [Minihard]

### Sencillos & EP
- 2009: Bryan Brack - El Alcohólico Boris [Dark and Sonorous Recordings]
- 2010: Matado [Dark and Sonorous Recordings]
- 2010: Bryan Brack - Day And Pins [Dual Records]
- 2010: Bryan Brack - Malifum [Dark and Sonorous Recordings]
- 2010: Bryan Brack - Something More [Dark and Sonorous Recordings]
- 2010: Bryan Brack - Outback Eye [Illegal Alien Records]
- 2010: Bryan Brack - Se Tiran Lo Mono[Dark and Sonorous Recordings]
- 2011: Jumex, Bryan Brack, Minuskula - Figueroa Septiembre [Illegal Alien Records]
- 2011: Bryan Brack - Essence Abstract [Illegal Alien Records]
- 2013: Bryan Brack - Shit [Dark and Sonorous Recordings]
- 2014: Bryan Brack, SRA - Bitches [UMAS]
- 2016: Bryan Brack - Fractal Dimension  [Symbiostic]
- 2016: Bryan Brack, Rato, Light Breath - Raw [Minihard]
- 2016: Bryan Brack - Viaje Interior [Minihard]
- 2018: Bryan Brack - Alejano Indescifrable [Minihard]

### Remixes
- 2010: Jocksten - New Room  - Bryan Brack Remix [Dark and Sonorous Recordings]
- 2010: Jumex - Narco Dominicano Bryan Brack Remix [Dark and Sonorous Recordings]
- 2010: Durcheinander - Moisture Bryan Brack What Up Remix [Dark and Sonorous Recordings]
- 2010: Durcheinander - Moisture Bryan Brack Huhupo Remix [Dark and Sonorous Recordings]
- 2010: Jumex - Narco Dominicano Bryan Brack Remix [Illegal Alien Records]
- 2010: Elysee - Black Faces Bryan Brack Gopop Remix [Dark and Sonorous Recordings]
- 2010: Damolh33 - Swa Bryan Brack Remix [Dark and Sonorous Recordings]
- 2011: Jumex - Celuloides Bryan Brack Placed Dreams Remix [Dark and Sonorous Recordings]
- 2011: Stupp - Hard Attack Bryan Brack Remix  [Off Axis Recordings]
- 2012: Pablo Saavedra - Traveling By Night Bryan Brack Remix [Krad Records]
- 2012: Jefreak - Feel Paradise Bryan Brack Way To Hell Remix [SL Records]
- 2012: Du Sant - Seulement avec la yoconda Bryan Brack Remix [Krad Records]
- 2012: Lado - Documents Bryan Brack's Moonlees Crows Remix [Illegal Alien Records]
- 2012: Dubfire Rabid Bryan Brack Remix [SCI + TEC Digital Audio]
- 2012: Adam's Apple - Childvoice Bryan Brack's CrackCocaine Remix [Illegal Alien Records]
- 2012: Adam's Apple - Move Bryan Brack I Disconnect Remix [Illegal Alien Records]
- 2012: Natalino Nunes - Trip Bryan Brack Remix [Aurora Music]
- 2013: Mattew Jay - Andromeda Highway Bryan Brack Remix [Amazing Records]
- 2014: Ochu Laross - Nightmare Bryan Brack Remix [Dark and Sonorous Recordings]
- 2014: Mogo - Mr. Spooky - Bryan Brack Remix [Minihard]
- 2014: Stiv Hey - Lost In Space - Bryan Brack's Confused in Space Remix [Minihard]
- 2014: The Deals - Ripper Bryan Brack Remix [Consumed Music]
- 2014: Siles - Meta Bryan Brack Remix [Minihard]
- 2015: Tiziano Sterpa - Eventually Down Bryan Brack Remix [Reducing Form]
- 2015: Alex Cambrano, Oswaldo Ar - Lion Roar Bryan Brack Remix [Creepy Finger]
- 2015: Junior Rivera - Black Eye Bryan Brack Remix [Black Eye Records]
- 2015: Rosper - Simbiosis Bryan Brack Remix [Minihard]
- 2015: Siles, Rosper - Abduction Bryan Brack Remix [Minihard]
- 2016: SRA - Battery Bryan Brack Remix [plunk!]
- 2016: Rosper - Busy Bryan Brack Remix [ONOFF Recording]
- 2016: Toru Ikemoto -  19nothinglike Bryan Brack Remix [Minihard]
- 2016: Lee View - Metamorfoza Bryan Brack's Mind Expansion Remix [Minihard]
- 2016: Alberto Tolo - Slow Bryan Brack Remix [Minihard]
- 2017: Rosper - You Can Get Used Bryan Brack Remix [MYSELF MUSIC]
- 2017: Toru Ikemoto - Track02sada Bryan Brack Remix [Minihard]
- 2018: Alex Cambrano, Oswaldo Ar -  La Nina Acida Bryan Brack Remix [Minihard]